# Bandera de Oyarzun
La Bandera de Oyarzun (Oiartzungo Ikurrinña en euskera) fue una competición anual de remo, concretamente de traineras, que se celebró en la bahía de Pasajes (Guipúzcoa) entre los años 2015 y 2016, organizada por el Club de Remo Oiartzun siendo puntuable para la liga ARC.

## Historia
La regata se disputó en la bahía de Pasajes y estuvo incluida en el calendario de pruebas del grupo 2 de la Liga ARC; categoría en la que bogó la trainera de la Club de Remo Oiartzun, organizadora de la prueba, ya que la Liga ARC exige a los clubes que participan en dicha competición la organización de al menos una regata.
La boya de salida y meta se situó entre Pasajes de San Pedro y el puerto de la Piedad, (Pasajes de San Juan); se colocó una baliza exterior frente a la punta San Pedro, una vez pasada la bocana del puerto de Pasajes y otra baliza interior frente al muelle Buenavista. Las pruebas se realizaron con cuatro botes por tanda, dos de cuales empezaron a bogar hacia el mar, en tanto que los otros dos los hicieron hacia el interior de la bahía. La meta se situó en el punto intermedio después de realizar cinco largos y cuatro ciabogas con un recorrido de 3 millas náuticas que equivalen a 5556 metros.

## Historial
| Edición | Año  | Ganador        | Segundo | Tercero     |
| ------- | ---- | -------------- | ------- | ----------- |
| I       | 2015 | Fuenterrabía B | Castro  | San Pedro B |
| II      | 2016 | Oyarzun        | Arkote  | Camargo     |

## Palmarés
| Victorias | Club           | Años |
| --------- | -------------- | ---- |
| 1         | Fuenterrabía B | 2015 |
| 1         | Oyarzun        | 2016 |